# Berlin Ostbahnhof
Ostbahnhof, (ty. Östra järnvägsstationen), är en stor järnvägsstation i Berlin.
Ostbahnhof är Berlins tredje största järnvägsstation för fjärrtågtrafik efter Berlin Hauptbahnhof och Berlin Südkreuz. Centralen har nio perronger samt 11 spår och trafikeras av både Berlins pendeltåg (S-bahn), regionaltåg samt fjärrtåg. Under DDR-tiden utvecklades Ostbahnhof till Östberlins centralstation men har efter 1990 tappat i betydelse, särskilt sedan öppnandet 2006 av den nya centralstationen för Berlin - Berlin Hauptbahnhof.

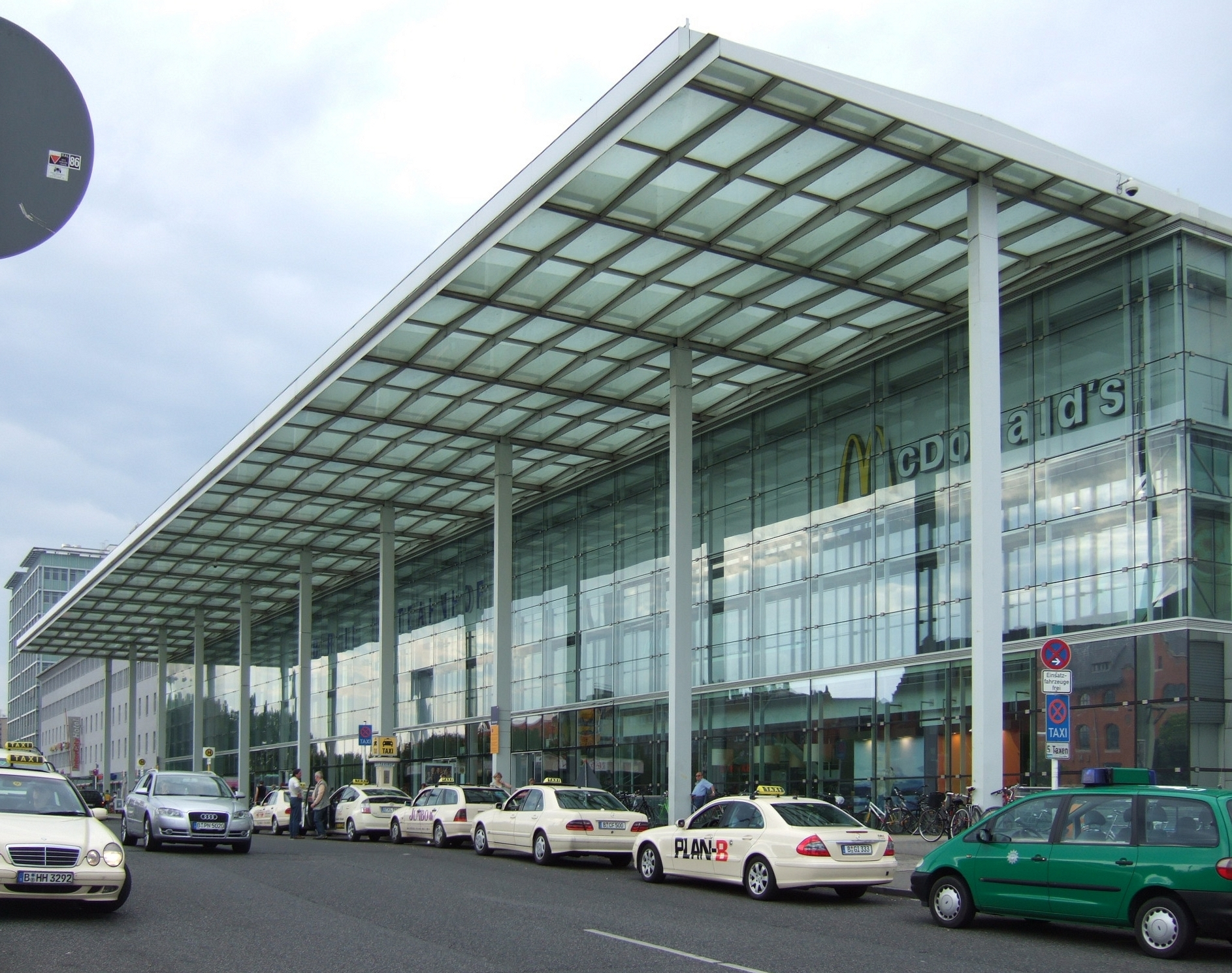
Huvudentrén
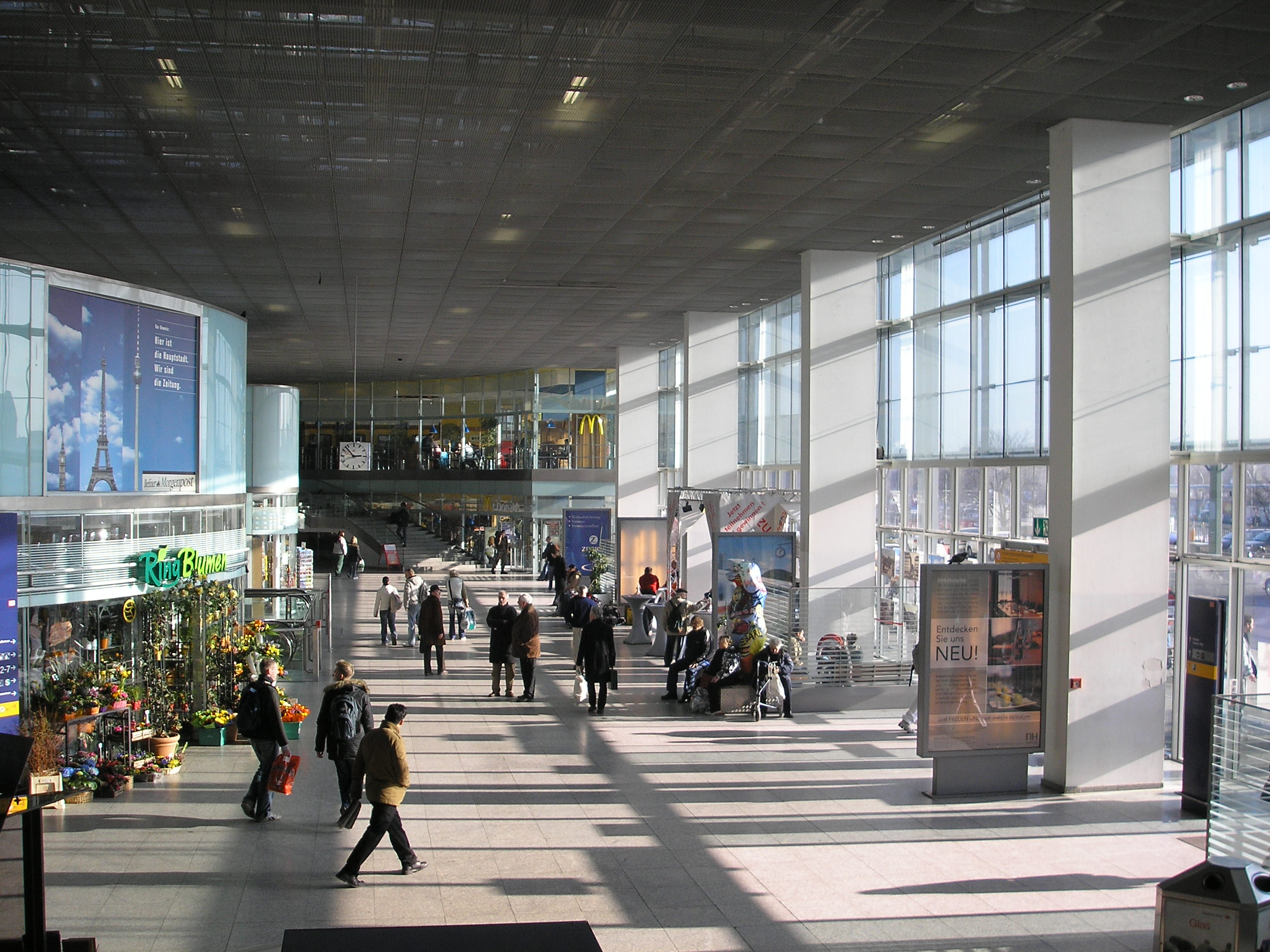
Vänthallen
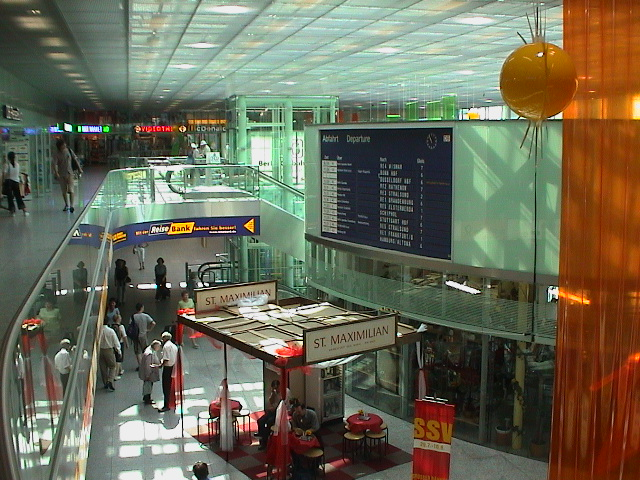
Entréhall
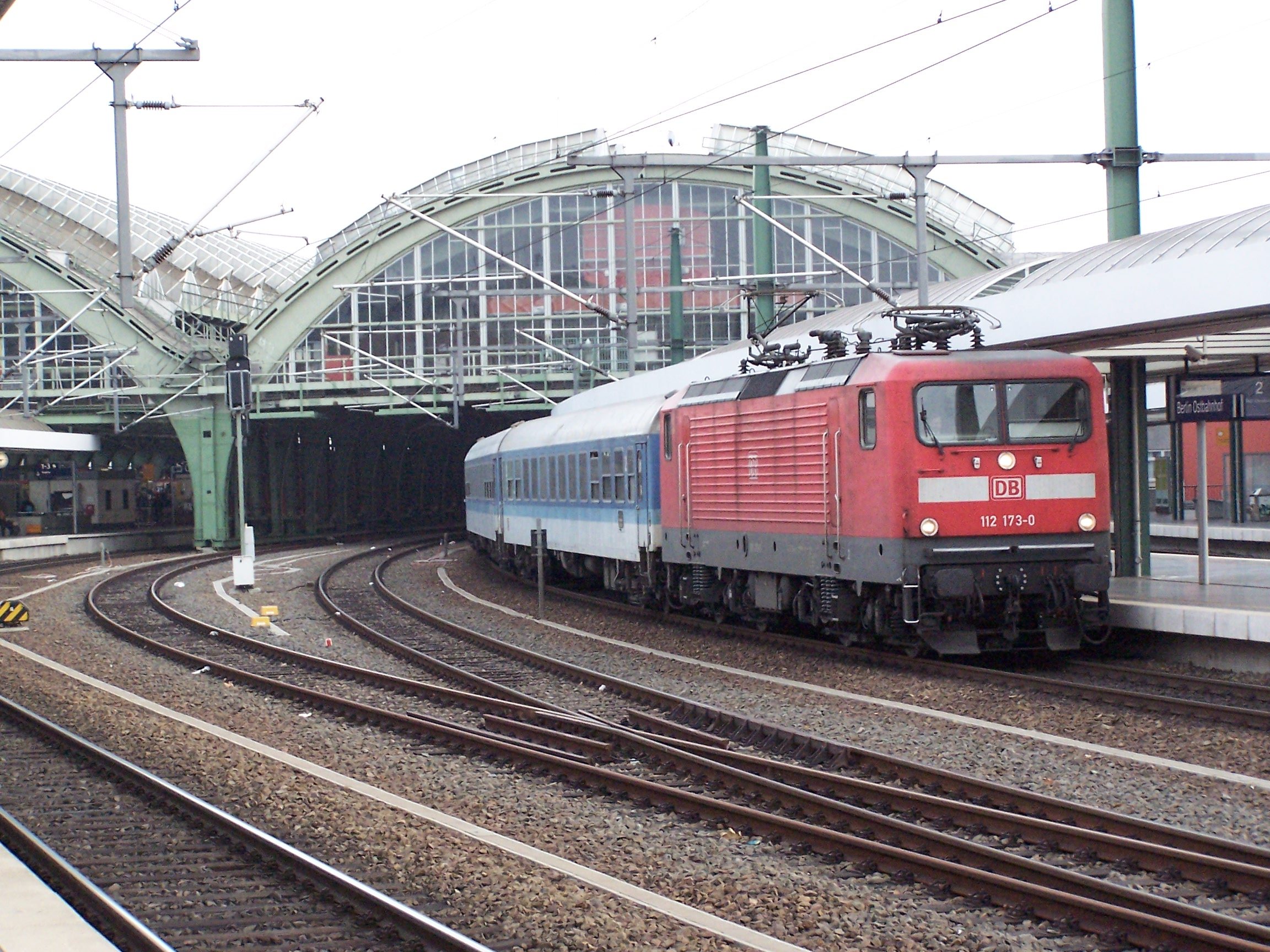
Interregio